# Lithocarpus nitidinux
Lithocarpus nitidinux är en bokväxtart som först beskrevs av Hu Hsien-Hsu, och fick sitt nu gällande namn av Woon Young Chun, Cheng Chiu Huang och Yong Tian Chang. Lithocarpus nitidinux ingår i släktet Lithocarpus och familjen bokväxter. Inga underarter finns listade.